# Ordine di Enrico il Leone
L'Ordine di Enrico il Leone fu un ordine cavalleresco del Ducato di Brunswick (Braunschweig).

## Storia
L'Ordine di Enrico il Leone venne fondato dal Duca Guglielmo VIII di Brunswick il 25 aprile 1834 per commemorare la figura di Enrico il Leone, personaggio di spicco della politica tedesca dell'epoca di Federico Barbarossa. La decorazione veniva concessa nella stessa classe per il merito civile e militare.

## Classi
L'Ordine era suddiviso in quattro classi di benemerenza e l'8 marzo 1877 gli venne aggiunta una quinta classe:
- Cavaliere di Gran Croce
- Commendatore di I Classe
- Commendatore di II Classe
- Cavaliere di I Classe
- Cavaliere di II Classe
- Croce di Merito d'oro
- Croce di Merito d'argento

Le decorazioni militari disponevano di due spade incrociate dietro la medaglia.

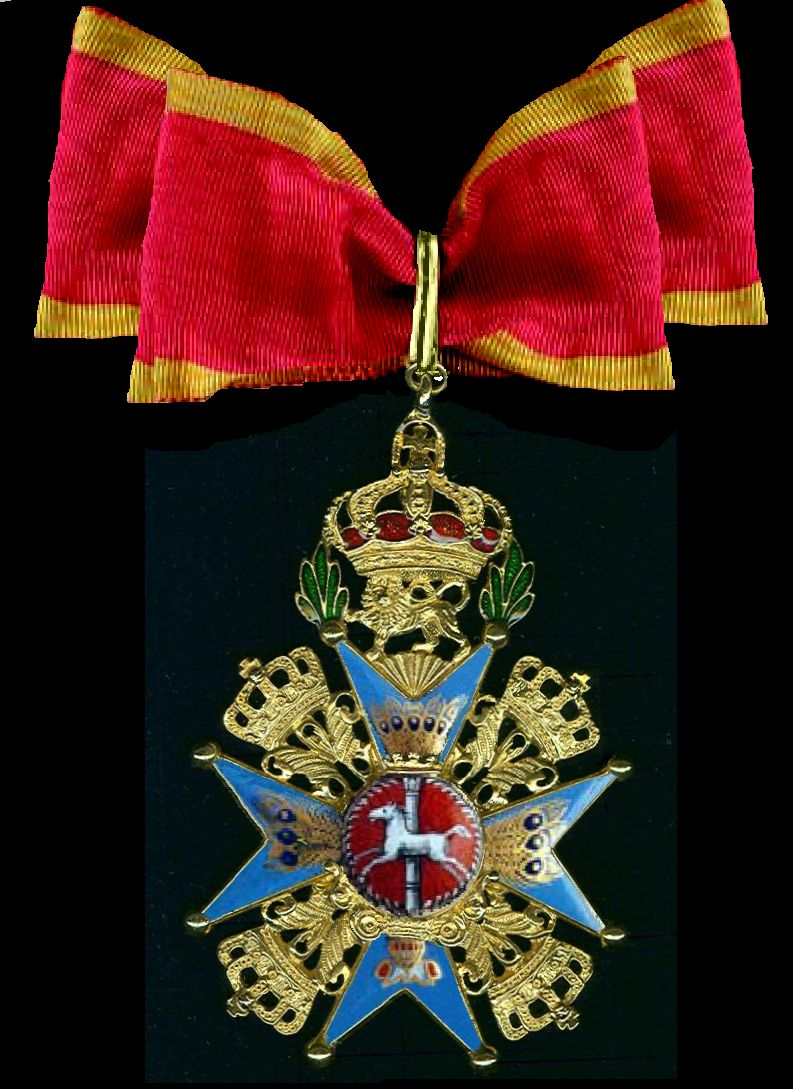
Croce di Commendatore

## Insegne
La decorazione consisteva in una croce in oro smaltata di blu, pomata d'oro e montata su una stella raggiata d'argento. Al centro della croce si trovava un medaglione d'argento lavorato con le iniziali del fondatore dell'Ordine "W" (Guglielmo, appunto) in oro sormontate dalla corona reale, attorniate da una fascia rossa con inciso in oro il motto "IMMOTA FIDES".
Sul retro, si trovava l'anno di fondazione indicato con la numerazione romana "MDCCCXXXIV"
Il nastro dell'ordine era rosso con una striscia gialla su ciascun lato